# Denosumab
Denosumab (Handelsname Prolia und XGEVA; Hersteller in beiden Fällen Amgen) ist ein humaner monoklonaler Antikörper, der im Knochenstoffwechsel die Effekte von Osteoprotegerin (OPG) imitiert. Denosumab ist ein IgG2-anti-RANKL-Antikörper, der mit sehr hoher Affinität an RANKL bindet und so dessen Interaktion mit RANK hemmt.

## Wirkweise
Die regelmäßige Erneuerung der Knochenmatrix  beruht auf einem komplexen Zusammenspiel spezieller Knochenzellen: Neben Osteoklasten zum Knochenabbau und Osteoblasten  für den Knochenaufbau spielen auch Osteozyten und so genannte „Lining cells“ eine Rolle. Für deren unterschiedliche Aktivitäten besteht eine fein abgestimmte Koordination der Signalübertragung auf komplexen intrazellulären Kommunikationspfaden.
Die Osteoblasten bilden ein Protein, den so genannten Receptor Activator of Nuclear Factor Kappa B Ligand (RANKL), der als Signalüberträger von Osteoblasten zu Osteoklasten gilt. RANKL bindet an seinen auf der Oberfläche von Präosteoklasten lokalisierten Rezeptor RANK, einem Mitglied der Tumornekrosefaktor-Rezeptor-Superfamilie, wandelt die Vorläuferzellen in Osteoklasten um und erhöht damit die Aktivität und das Überleben der auf die Knochenresorption spezialisierten Zellen. RANKL stellt demzufolge den primären Mediator von Knochenabbau dar. Zuviel Knochenabbau führt langfristig zu Osteoporose.
Um seinen Effekt zu modulieren und die physiologische Balance aufrechtzuerhalten, sezernieren die Osteoblasten ein weiteres Protein – das Osteoprotegerin (OPG), das als „Abfang“-Rezeptor agiert. OPG bindet an RANKL, hindert ihn dadurch, mit RANK zu interagieren und steuert so Intensität und Dauer der RANKL-induzierten Osteoklastenfunktion.
Die Entschlüsselung dieses RANK/RANKL/OPG-Pfades, an der das amerikanische Biotech-Unternehmen Amgen zusammen mit anderen wissenschaftlichen Labors seit Mitte der 1990er Jahre gearbeitet hat, ermöglichte die Entwicklung eines klinisch einsetzbaren RANKL-Inhibitors: Denosumab, ein humaner monoklonaler IgG2-anti-RANKL-Antikörper, der die Effekte von OPG imitiert. Im Gegensatz zu OPG ist Denosumab hochselektiv, d. h. der Antikörper bindet nicht an andere Vertreter der TNF-Familie und ermöglicht dadurch die spezifische Inhibierung der RANKL-Aktivität. Ein wichtiger Vorteil der Antikörper-Gabe liegt zudem darin, dass es – anders als bei dem früher zur RANKL-Hemmung diskutierten rekombinanten OPG – nicht zu einer Immunsensibilisierung gegen OPG kommt.

## Therapeutischer Einsatz
- Behandlung von Osteoporose bei Frauen in der Postmenopause mit erhöhtem Risiko für Knochenbrüche (Handelsname Prolia)[4][5]
- Behandlung von Osteoporose bei Männern mit erhöhtem Risiko für Knochenbrüche (Handelsname Prolia)[6]
- Behandlung von Osteoporose bei Männern, verursacht durch Hormontherapie bei Prostatakrebs (Handelsname Prolia)[5]
- Prävention von skelettbezogenen Komplikationen bei Erwachsenen mit Knochenmetastasen aufgrund solider Tumoren (Handelsname XGEVA)[7][8]
- Behandlung von Riesenzelltumoren des Knochens (Handelsname XGEVA)[9]

Da die kritische Signalbahn RANKL/RANK bei allen mit Knochenverlust assoziierten Krankheiten besteht, könnte Denosumab neben der postmenopausalen möglicherweise auch bei der männlichen Osteoporose, dem steroid-induzierten Knochenabbau und nicht zuletzt bei der rheumatoiden Arthritis einsetzbar sein. Dafür ist der Wirkstoff allerdings noch nicht zugelassen (Off-Label-Use).
In zwei multizentrischen doppel-blinden randomisierten Placebo-kontrollierten Studien wurde Denosumab (60 mg alle sechs Monate subkutan injiziert) bezüglich der Minderung osteoporotischer Frakturen überprüft. Bei 734 Männern (mittlere 75,3 Jahre) unter Anti-Androgen-Therapie wegen eines Prostata-Krebses zeigte sich nach zwei Jahren ein Anstieg der Knochendichte um 5,6 % im Vergleich zu einer Knochendichteminderung um 1,0 % in der Placebo-Gruppe. Es traten in 1,5 % Wirbelkörperfrakturen auf, im Vergleich zu 3,9 % in der Placebogruppe (Relative Risikoreduktion 62 %).
Die zweite Studie („FREEDOM Trial“) umfasste 7868 Frauen nach der Menopause zwischen 60 und 69 Jahren mit Osteoporose. Eine Wirbelkörperfraktur trat binnen 36 Monaten bei 2,3 % auf, in der Placebo-Gruppe bei 7,2 % (Relative Risikoreduktion 68 %). Oberschenkelschaftbrüche traten bei 0,7 % versus 1,2 % in der Placebo-Gruppe auf (Relative Risikoreduktion 40 %). Das Risiko eines Knochenbruchs konnte in beiden Studien somit in der gleichen Größenordnung gesenkt werden wie bei Zoledronat und Teriparatid, und etwas mehr als bei den oralen Aminobisphosphonaten.
Die Forscher des Institut für Molekulare Biotechnologie (IMBA) in Wien stellten 2010 fest, dass das Protein RANKL, eigentlich ein Schlüsselmolekül des Knochenstoffwechsels, auch für die Entstehung von hormonabhängigem Brustkrebs verantwortlich ist.

## Zulassungsstatus
Das Committee for Medicinal Products for Human Use (CHMP) der European Medicines Agency (EMA) erteilte im Dezember 2009 eine positive Bewertung. Entsprechend wurde Denosumab im Mai 2010 unter dem Handelsnamen Prolia in der Europäischen Union (sowie in Norwegen, Island und Liechtenstein) für die Behandlung der Osteoporose bei Frauen mit erhöhtem Knochenbruchrisiko zugelassen. Die US-amerikanische Zulassungsbehörde Food and Drug Administration (FDA) folgte im Juni 2010 mit einer Zulassung für Denosumab (Osteoporose bei Frauen). Die FDA hat am 20. September 2012 Denosumab zur Behandlung von Osteoporose bei Männern mit erhöhtem Risiko für Knochenbrüche zugelassen. Eine Zulassung für diese Indikation innerhalb der EU steht noch aus.
Seit 1. September 2015 ist Prolia in der Schweiz auch für die Osteporosebehandlung der Männer zugelassen.
Die Food and Drug Administration hat im November 2010 Denosumab (Handelsname: XGEVA) für die USA zur Prävention skelettbezogener Komplikationen bei Patienten mit Knochenmetastasen durch solide Tumore zugelassen. Im Juli 2011 hat die Europäische Arzneimittelagentur (EMA) für die EU XGEVA die Zulassung zur Prävention von skelettbezogenen Komplikationen bei Knochenmetastasen durch solide Tumoren erteilt. Im Juni 2013 erhielt Amgen von der FDA für XGEVA für die USA die Zulassung zur Behandlung von Riesenzelltumoren des Knochen. Denosumab ist das erste von der FDA zugelassene Medikament für diese seltene Erkrankung.
Im März 2025 erhielt Fresenius von der FDA die US-Zulassung für die Denosumab-Biosimilars Conexxence (Denosumab-bnht) und Bomyntra (Denosumab-bnht). Die Zulassung der Denosumab-Biosimilars erfolgte für alle Indikationen der Referenzprodukte Prolia bzw. Xgeva (beide von Amgen).

## Risiken
Laut EMA sind die häufigsten Nebenwirkungen: Harnwegsinfektionen, obere Atemwegsinfektionen, grauer Star, Verstopfung, Ausschlag, Ischias und Gelenkschmerzen.
In einer kleineren Studie wurde zwar ein erhöhtes Risiko für Krebserkrankungen und für schwere Infektionen gefunden, dies war jedoch statistisch nicht signifikant. Der Freedom-Trial von Cummings et al. mit Frauen, die an Osteoporose leiden, zeigte signifikant höhere Raten von Ekzemen und von Krankenhauseinweisungen wegen Hautinfektionen. Ein möglicher Zusammenhang besteht darin, dass RANKL als Ziel von Denosumab auch auf Immunzellen exprimiert wird, die Bedeutung von RANKL dort jedoch bisher nicht bekannt ist.
Im September 2012 verschickte der Hersteller Amgen einen Rote-Hand-Brief zu einer schweren symptomatischen Hypokalzämie (einschließlich Fällen mit tödlichem Ausgang) bei Patienten, die mit XGEVA (Denosumab) behandelt wurden. Im Februar 2013 informierte der Hersteller in einem Rote-Hand-Brief bezüglich des Risikos atypischer Femurfrakturen bei Patienten, die
mit Prolia (Denosumab) behandelt wurden. Ein weiterer „Rote Hand Brief“ des Herstellers (s. o.) informierte im September 2014 über Kieferosteonekrose als potentielle Nebenwirkung. Aus diesem Grund soll bei entsprechenden Risikofaktoren vor der Erstgabe eine zahnärztliche Untersuchung erfolgen. Nach der Gabe von Denosumab darf eine Zahnextraktion nur unter antibiotischer Abschirmung mit plastischem Wundverschluss erfolgen.
Nach Absetzen des Medikamentes wurde ein Reboundeffekt beobachtet. Aus diesem Grund wird von der DVO im Anschluss an die Therapie mit Prolia die Gabe von Zoledronat empfohlen.